# Thymus piperella
Thymus piperella ist eine Pflanzenart aus der Gattung der Thymiane (Thymus) in der Familie der Lippenblütler.

## Beschreibung
Thymus piperella ist ein kleiner Strauch mit aufrechten Stängeln, die filzig behaart sind und in deren Achseln die Laubblätter in Büscheln stehen. Die Laubblätter sind 5 bis 6 mm lang und 3 bis 4 mm breit. Sie sind lederig, nicht bewimpert, deutlich gestielt, flachrandig, eiförmig, stumpf und unbehaart.
Die Blüten stehen locker und bilden keinen ausgeprägten Blütenstand. Die Scheinwirtel bestehen meist aus sechs bis zehn Einzelblüten. Die Tragblätter ähneln den Laubblättern. Der Kelch ist 4 bis 6 mm lang, die Kelchröhre ist zylindrisch, die oberen Kelchzähne sind gleich lang wie breit und nicht bewimpert. Die Krone ist 7 bis 10 mm lang und purpurn gefärbt, sie besitzt eine schmale Kronröhre.
Die Chromosomenzahl beträgt 2n = 28+0-1B.

## Vorkommen
Die Art ist im Südosten Spaniens verbreitet.

## Verwendung
Als Pebrella gehört die Pflanze zu den Gewürzen der spanischen Küche und wird z. B. für gebratenes Fleisch, eingelegte Oliven und Gemüsegerichte verwendet.